# Pjesma Eurovizije 1958.
Eurovizija 1958. je bila 3. Eurovizija održana 12. ožujka 1958. u Studijima AVRA,  Hilversum, Nizozemska. Nizozemska je dobila organizaciju nakon pobjede Corry Brooken prošle godine. Švedska je bila prva skandinavska zemlja koja je debitirala.

## Rezultati
| Broj | Zemlja     | Jezik                | Pjevač           | Pjesma                             | Pozicija | Bodovi |
| ---- | ---------- | -------------------- | ---------------- | ---------------------------------- | -------- | ------ |
| 01   | Italija    | talijanski           | Domenico Modugno | "Nel blu dipinto di blu"           | 3        | 13     |
| 02   | Nizozemska | nizozemski           | Corry Brokken    | "Heel de wereld"                   | 9        | 1      |
| 03   | Francuska  | francuski            | André Claveau    | "Dors, mon amour"                  | 1        | 27     |
| 04   | Luksemburg | francuski            | Solange Berry    | "Un grand amour"                   | 9        | 1      |
| 05   | Švedska    | švedski              | Alice Babs       | "Lilla stjärna"                    | 4        | 10     |
| 06   | Danska     | danski               | Raquel Rastenni  | "Jeg rev et blad ud af min dagbog" | 8        | 3      |
| 07   | Belgija    | francuski            | Fud Leclerc      | "Ma petite chatte"                 | 5        | 8      |
| 08   | Njemačka   | njemački             | Margot Hielscher | "Für zwei Groschen Musik"          | 7        | 5      |
| 09   | Austrija   | njemački             | Liane Augustin   | "Die ganze Welt braucht Liebe"     | 5        | 8      |
| 10   | Švicarska  | njemački, talijanski | Lys Assia        | "Giorgio"                          | 2        | 24     |

| Pjesma Eurovizije | Pjesma Eurovizije |
| --- | ----------------- |
| |                   |
| 01956. • 1957. • 1958. • 1959. • 1960. 1961. • 1962. • 1963. • 1964. • 1965. • 1966. • 1967. • 1968. • 1969. • 1970. 1971. • 1972. • 1973. • 1974. • 1975. • 1976. • 1977. • 1978. • 1979. • 1980. 1981. • 1982. • 1983. • 1984. • 1985. • 1986. • 1987. • 1988. • 1989. • 1990. 1991. • 1992. • 1993. • 1994. • 1995. • 1996. • 1997. • 1998. • 1999. • 2000. 2001. • 2002. • 2003. • 2004. • 2005. • 2006. • 2007. • 2008. • 2009. • 2010. 2011. • 2012. • 2013. • 2014. • 2015. • 2016. • 2017. • 2018. • 2019. • 2020. 2021. • 2022. • 2023. • 2024. • 2025. |                   |

| Pjesma Eurovizije | Pjesma Eurovizije |
| --- | ----------------- |
| |                   |
| 01956. • 1957. • 1958. • 1959. • 1960. 1961. • 1962. • 1963. • 1964. • 1965. • 1966. • 1967. • 1968. • 1969. • 1970. 1971. • 1972. • 1973. • 1974. • 1975. • 1976. • 1977. • 1978. • 1979. • 1980. 1981. • 1982. • 1983. • 1984. • 1985. • 1986. • 1987. • 1988. • 1989. • 1990. 1991. • 1992. • 1993. • 1994. • 1995. • 1996. • 1997. • 1998. • 1999. • 2000. 2001. • 2002. • 2003. • 2004. • 2005. • 2006. • 2007. • 2008. • 2009. • 2010. 2011. • 2012. • 2013. • 2014. • 2015. • 2016. • 2017. • 2018. • 2019. • 2020. 2021. • 2022. • 2023. • 2024. • 2025. |                   |